# Víctor Batallé
Víctor Batallé i Serra (Badalona, 29 de noviembre de 1947) es un escritor, traductor y dramaturgo de Cataluña, España.
Licenciado en Filosofía y Letras y en diseño gráfico. Trabaja como director creativo de una agencia de publicidad y ha vivido catorce años en el Reino Unido y Estados Unidos, y ha sido profesor en las universidades de Columbia, Londres y Oxford. Es miembro de la Associació d'Escriptors en Llengua Catalana y ha colaborado en La Vanguardia y Avui. Trabajó en la BBC donde realizó varios programas dramáticos y guiones. En 1994 fue galardonado con el Premio Andròmina de narrativa.

## Obras

### Narrativa
- El món de fora (1996)
- Parada ocasiona (2000)

### Novela
- Carta a la lluna (1987)
- La metamorfosi d'en Ricard (1989) Premio Literario de Girona-Ramon Muntaner de literatura juvenil.[1]
- La metamorfosi d'en Vicenç (1990)
- L'amic de Carla (1993)
- Operació Delta 3 (1993)
- Tres d'amor (1995) Premio Octubre-Andròmina de narrativa.[1]
- Joc de becs (1996)
- La porta de la lluna (1997)

### Poesía
- Tercer matí (1986)
- Plaer mil·lenari (1990)
- Vida escampada (1998)
- Temps pervers (2002)

### Biografías
- La saga dels Maragall (2005)